# Ruumissaari (ö i Norra Österbotten, Koillismaa, lat 66,25, long 29,24)
Ruumissaari är en ö i Finland. Den ligger i sjön Säkkilänjärvi och i kommunen Kuusamo i den ekonomiska regionen  Koillismaa ekonomiska region  och landskapet Norra Österbotten, i den nordöstra delen av landet, 700 km norr om huvudstaden Helsingfors. Öns area är 0,4 hektar och dess största längd är 90 meter i sydväst-nordöstlig riktning.